# A Wedding on Walton's Mountain
A Wedding on Walton's Mountain es la segunda película de la serie The Waltons y fue lanzada en 1982. La película fue lanzada, después de que la serie fue sacada del aire. Contó con las actuaciones principales de Ralph Waite, Judy Norton, Jon Walmsley, Mary Elizabeth McDonough, Eric Scott y David W. Harper. 

## Sinopsis
Erin Walton (Mary Elizabeth McDonough), va a casarse con su novio, Paul (Morgan Stevens). Pero su antiguo novio, Ashley (Louis Welch), quien la dejó para casarse con otra persona, quiere recuperar a Erin y quitársela a Paul, pero este no se va a dar por vencido tan fácilmente.
El novio de Mary Ellen (Judy Norton), Jonesy (Richard Gilliland), está tratando de tener una práctica pero no todo el mundo cree que es competente. Ben (Eric Scott) ha estado trabajando en el negocio de la madera, mientras que su padre John Sr. (Ralph Waite) está en Arizona con su esposa enferma y todo el mundo está pensando que está cavando un hueco del que no podrá salir.

## Reparto
| Actor                    | Personaje              |
| ------------------------ | ---------------------- |
| Ralph Waite              | John Walton Sr.        |
| Jon Walmsley             | Jason Walton           |
| Judy Norton              | Mary Ellen Walton      |
| Mary Elizabeth McDonough | Erin Walton            |
| Eric Scott               | Ben Walton             |
| David W. Harper          | Jim-Bob Walton         |
| Kami Cotler              | Elizabeth Walton       |
| Joe Conley               | Ike Godsey             |
| Ronnie Claire Edwards    | Corabeth Walton Godsey |
| Ellen Corby              | Esther Walton          |
| Morgan Stevens           | Paul Northridge        |
| Richard Gilliland        | Jonesy                 |
| Joanna Kerns             | Doris Marshall         |
| Kip Niven                | Reverendo Tom Marshall |
| Mary Jackson             | Emily Baldwin          |
| Helen Kleeb              | Mamie Baldwin          |
| Leslie Winston           | Cindy Walton           |
| Louis Welch              | Ashley Longworth Jr.   |
| Richard Eastham          | Sr. Northridge         |
| DeAnna Robbins           | Aimee Godsey           |
| Tony Becker              | Drew Cutler            |
| Angel Rhoades            | Virginia Walton        |
| David Friedman           | John Curtis            |